# Антуан-Нікола Кольєр де Ламарльєр
Антуан-Нікола Кольєр де Ламарльєр (фр. Antoine-Nicolas Collier de La Marlière; 3 грудня 1745 — 27 листопада 1793) — французький генерал часів Великої Французької революції, учасник битв Війни першої коаліції.

## Життєпис
Народився у 1745 році у м.Кольєр. Походив з аристократичної родини. Обрав військову кар'єру. У 1756 році був зарахований до Королівської військової академії. Незабаром отримує звання капітана. З початком революційних подій перейшов на бік республіканців. У 1791 році стає підполковником, а у 1792 році — полковником. Того ж року отримує звання бригадного генерала. Йому у підпорядкування надана Північна армія. Проте Кольор діяв не дуже успішно, зрештою вимушений був відступити з австрійських Нідерландів. З цього моменту командування перебрав на себе генерал Дюмур'є. У 1793 році Кольєр призначається начальником Арденської армії. Проявив себе у бою при Вальмі. Того ж року отримує звання дивізійного генерала. Командував дивізією армії Августа Піко Дамп'єра у битві при Реймсі 8 серпня.
Внаслідок конфлікту Жаном-Батистом Лавалеттом, членом комітету громадського порятунку його було відсторонено від командування військовими частинами. Також Кольєр потрапив у список підозрювальник внаслідок товариських стосунків з генералом Кюстіном, зрештою був заарештований й страчений 27 листопада 1793 року.

## Родина
Дружина з князівського роду Савой-Каріньянів.